# Aspen Park (Colorado)
Aspen Park es un lugar designado por el censo ubicado en el condado de Jefferson en el estado estadounidense de Colorado. En el Censo de 2010 tenía una población de 882 habitantes y una densidad poblacional de 132,76 personas por km².

## Geografía
Aspen Park se encuentra ubicado en las coordenadas 39°32′31″N 105°17′51″O / 39.54194, -105.29750. Según la Oficina del Censo de los Estados Unidos, Aspen Park tiene una superficie total de 6.64 km², de la cual 6.63 km² corresponden a tierra firme y (0.27%) 0.02 km² es agua.

## Demografía
Según el censo de 2010, había 882 personas residiendo en Aspen Park. La densidad de población era de 132,76 hab./km². De los 882 habitantes, Aspen Park estaba compuesto por el 95.46% blancos, el 0.23% eran afroamericanos, el 0.11% eran amerindios, el 1.7% eran asiáticos, el 0% eran isleños del Pacífico, el 0.68% eran de otras razas y el 1.81% pertenecían a dos o más razas. Del total de la población el 3.06% eran hispanos o latinos de cualquier raza.